# Mumle
Julia Kathrine Hansen, bedre kendt under sit kunstnernavn Mumle (født 24. oktober 2003 i Haderslev), er en dansk musiker og sanger.
Hun er blandt andet kendt for hittet "Det Modsatte", der i 2023 og 2024 blev et stort radiohit. Sangen rundede hurtigt 1 million afspilninger hos musiktjenesten Spotify.

## Baggrund
Julia Kathrine Hansen er født og opvokset i Haderslev, men i 2022 flyttede familien til stationsbyen Vamdrup 12 kilometer vest for Kolding. Hun er ikke vokset op blandt musikere, men har i et interview til en lokal ugeavis forklaret, at hun altid har sunget og elsket musik.[kilde mangler] Til samme avis har hun forklaret, at kunstnere som Sys Bjerre og Lukas Graham har været forbilleder.[kilde mangler]
Julia er student fra handelsskolen i Haderslev i 2023, og hun havde egentlig planlagt et sabbatår som bartender på en café i Kolding.[kilde mangler] Men så dukkede et opslag på Facebook op, hvor man efterlyste "den næste popstjerne, der synger på dansk".
Hun er lillesøster til fodboldspilleren Mads Hansen. Og datter af tidligere fodboldspiller for Haderslev FK, Rasmus Hansen.
Navnet Mumle er et kælenavn, som Julias forældre brugte om datterens "mumle-udtryk", når hun som barn skulle fotograferes.

## Karriere
Mumle brød for alvor igennem i 2023 med hittet "Det Modsatte". Sangen var blandt en håndfuld sange, som den dengang 19-årige handelsskoleelev og bartender på opfordring havde indsendt til pladeselskabet Universal Music.
Sangene, som var indsendt som mobilvideoer optaget i en bil, blev næsten øjeblikkeligt samlet op af produktionsselskabet bag efterlysningen, og produceren Frederik Carstens blev koblet på til at give sangene form. Den form købte Universal Music ind på, og i slutningen af 2023 havde Mumle landet sin første kontrakt.
Efterfølgende meldte bookingbureauet United Stage Danmark sig på banen til at varetage en sommertour 2024, der hurtigt kom til at inkludere en række festivaljob i Jelling, Viborg og Skanderborg. Og i slutningen af december 2023 spåede DR P3's, Nanna Frank, Mumle som ét blandt i alt fire nye navne, som ville få deres helt store gennembrud i 2024.
Mumles debutsingle "Moonwalkman" udkom 23. juni 2023, mens gennembruddet "Det Modsatte" blev udgivet 22. september 2023.
1. december samme år blev julesangen "Julefred" udgivet.
12. april 2024 var der igen nyt fra "Mumle". Her udgav hun singlen "Et For Dig" forud for sin sommerturné på en række danske festivaler.

## Diskografi

### Singler
- "Moonwalkman" (2023)
- "Det Modsatte" (2023)
- "Julefred" (2023)
- "Èt For Dig" (2024)